# SsangYong D20DT
SsangYong D20DT - рядный четырёхциллиндровый турбодизельный 2-ух литровый двигатель внутреннего сгорания от компании SsangYong Motor Company, созданный при сотрудничестве с Daimler-Benz на основе  Mercedes-Benz M111.

D20DT, или больше известный как M200 xDi (поскольку на дверях автомобилей SsangYong Motor Company, писалась зашифровка этого мотора: M200 (литраж мотора), xDi - дизель, к примеру M270 xDi - D27DT, M230 - G23D)  ставился на большинство популярных внедорожников корейского автоконцерна, такие как  Kyron, New Kyron,  Actyon,  Actyon Sports, Rexton (Всех поколений) и Korando.
Существуют две разные модификации такого силового агрегата: под Эко нормы Евро 3 на 141 л.с. и Евро 4 на 140 л.с. .